# 더블 페너트레이션

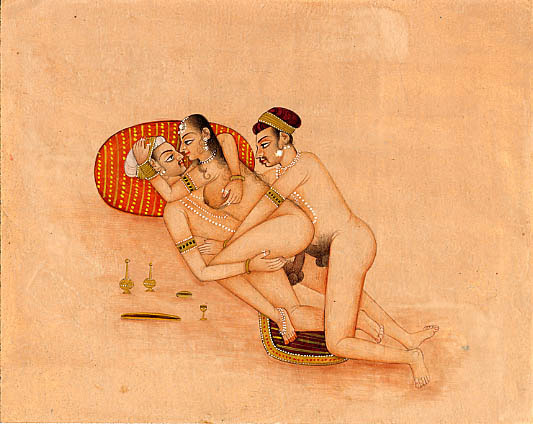
카마수트라

더블 페너트레이션(double penetration)은 스리섬에서의 행위 중 하나로, 한 명의 질이나 항문 혹은 질과 항문에 두 명의 음경을 동시에 삽입하는 것을 말한다.

## 같이 보기
- 그룹 섹스
- 스리섬